# Эпохи, герои и судьбы
«Эпохи, герои и судьбы» — пятый студийный альбом группы «Гран-КуражЪ», который вышел 12 февраля 2021 года.

## Об альбоме
Первые композиции для альбома, «Адреналин», «Кто?» и «Волна», были записаны и представлены в 2018 году одновременно с объявлением нового вокалиста группы — Петра Елфимова. Впоследствии «Адреналин» и «Кто?» были для альбома перезаписаны, а «Волна» пересведена под единое звучание. Часть материала для альбома была написана и существовала в том или ином виде на несколько лет ранее вне группы «Гран-КуражЪ». Музыку для песни «Связаны кровью» Михаил Бугаев написал для в итоге несостоявшегося альбома проекта Маргариты Пушкиной MARGENTA. Песни «Эра пустоты», «Без потерь», «Кто?», «Волна» в группу принёс Пётр Елфимов в близких к финальному вариантах. При работе над альбомом идея была продолжить тему постапокалипсиса, начатую альбомом «Жить как никто другой» в титульной композиции, что нашло отражение как в смысловом содержании песен, так и в порядке их расположения на альбоме.

Издание планировалось на апрель 2020 года, однако из-за ограничений, вызванных пандемией COVID-19, цифровой релиз был перенесен на начало 2021 года.
Издание альбома на CD состоялось 26 марта 2021 года.
Альбом попал в американский плей-лист Apple Music — Breaking Metal. Песня «Птица небесная» попала в топ-5 плейлиста американского сервиса TIDAL — Riffology, а также в плей-лист Метал — российского Сбер-Звука, плейлист «Стихии метала» в Яндекс-Музыке. Песни с нового альбома «Птица небесная» и «Город-призрак» попали в официальный плей-лист в контакте «Новый русский рок». Также альбом Гран-Куража попал на 2 место в чарте продаж на сайте sontrack. Буквально в первые часы после выхода, альбом занял второе место в рок-чарте российского iTunes и четвертое место в общем чарте.
Песня «Без потерь» попала в ротацию на НАШЕм радио и в итоге заняла в хит-параде «Чартова дюжина» 1 место. Спустя некоторое время, этот успех повторила песня «Птица небесная».

## Список композиций
| №                   | Название              | Текст песни                                                       | Музыка                | Длительность |
| ------------------- | --------------------- | ----------------------------------------------------------------- | --------------------- | ------------ |
| 1.                  | «Царство диких людей» | О. Ковалевская, М. Бугаев, Н. Горелышева, А. Эленевич, П. Елфимов | М. Бугаев             | 5:01         |
| 2.                  | «Эра пустоты»         | П. Елфимов, И. Коротышев                                          | П. Елфимов            | 5:43         |
| 3.                  | «Без потерь»          | А. Жуков, П. Елфимов                                              | П. Елфимов            | 4:46         |
| 4.                  | «Город-призрак»       | М. Бугаев, Н. Горелышева                                          | М. Бугаев             | 4:35         |
| 5.                  | «Адреналин»           | М. Бугаев, Н. Горелышева                                          | М. Бугаев             | 4:21         |
| 6.                  | «Проклятые короли»    | А. Жуков                                                          | П. Елфимов            | 4:11         |
| 7.                  | «Связаны кровью»      | М. Пушкина                                                        | М. Бугаев             | 5:39         |
| 8.                  | «Кто?»                | П. Елфимов                                                        | П. Елфимов            | 4:32         |
| 9.                  | «За мечтой»           | П. Елфимов, О. Ковалевская                                        | М. Бугаев, П. Елфимов | 5:17         |
| 10.                 | «Птица небесная»      | М. Пушкина                                                        | М. Бугаев             | 5:37         |
| 11.                 | «Не забывай»          | О. Ковалевская, П. Елфимов                                        | П. Елфимов, М. Бугаев | 3:52         |
| 12.                 | «Одна любовь»         | П. Елфимов                                                        | М. Бугаев             | 3:44         |
| 13.                 | «Волна»               | М. Пушкина                                                        | П. Елфимов            | 3:16         |
| Общая длительность: | Общая длительность:   | Общая длительность:                                               | Общая длительность:   | 1:00:34      |

## Участники записи

### ГруппаГран-КуражЪ
- Пётр Елфимов — вокал, акустическая гитара, клавишные, перкуссия
- Михаил Бугаев — электрогитара, акустическая гитара, клавишные
- Юрий Бобырёв — электрогитара, акустическая гитара, звукорежиссёр
- Павел Селеменев — бас-гитара
- Алексей Путилин — барабаны, перкуссия
- Вячеслав Стосенко — барабаны
- Хор в композиции «Адреналин»: Михаил Бугаев, Павел Селеменев, Юрий Бобырёв, Алексей Путилин

### В записи альбома принимали участие
- Lex Romano — клавишные
- Zakk Hemma — барабаны
- Иван Изотов — бас-гитара
- Александр Стрельников — соло в композиции «Эра пустоты»
- Анастасия Мокиенко — флейта в композиции «Птица небесная»
- Хор в композиции «За мечтой»: Пётр Елфимов, Агата Трубицына и Кристина Овсепян

### Дополнительная информация
- Запись гитар: студия «SonicPlant»
- Запись вокала: студия Петра Елфимова
- Запись барабанов: студия «Vintage records» (звукорежиссёры: Александр Меренков, Юрий Бобырёв).
- Сведение и мастеринг: Макс Новиков
- Обложка: MAYHEM PROJECT DESIGN